# Chaitophorus purpureae
Chaitophorus purpureae är en insektsart. Chaitophorus purpureae ingår i släktet Chaitophorus och familjen långrörsbladlöss. Inga underarter finns listade i Catalogue of Life.